# My Hero Academia: World Heroes' Mission
My Hero Academia: World Heroes' Mission (僕のヒーローアカデミア THE MOVIE ワールドヒーローズミッション?, Boku no Hīrō Akademia Za Mūbī: Wārudo Hīrōzu Misshon) è un film del 2021 diretto da Kenji Nagasaki.
È il terzo film anime ispirato alla serie manga ed anime My Hero Academia di Kōhei Horikoshi.  Il film è stato proiettato per la prima volta in Giappone il 6 agosto 2021.

## Trama
Un culto apocalittico noto come Humarise crede che i Quirk alla fine diventeranno così potenti da portare all'estinzione dell'umanità. Per questo motivo, hanno piazzato bombe in tutto il mondo piene di gas "Trigger" che uccide gli utenti di Quirk portando i loro Quirk fuori controllo e morendo nel processo. Il loro leader, Flect Turn, progetta di usare queste bombe per salvare l'umanità uccidendo la popolazione Quirk.
Dopo che Humarise ha fatto esplodere la sua prima bomba a grilletto, la World Heroes Association invia gli eroi professionisti e gli studenti del ''corso per eroi'' della U.A. sugli obiettivi di Humarise nella speranza di disarmare le bombe rimanenti. Izuku Midoriya, Katsuki Bakugo e Shoto Todoroki sono tra coloro che vengono inviati al presunto quartier generale principale di Humarise nel paese di Otheon. Nessuno degli eroi trova traccia di Humarise e vengono messi in attesa. Durante un'uscita, Izuku, Katsuki e Shoto si imbattono in una rapina di gioielli in corso. Shoto e Katsuki inseguono i ladri mentre Izuku dà la caccia al loro corriere Rody Soul, un monello di strada che ha accettato il lavoro per provvedere ai suoi fratelli più piccoli.
Nel frattempo, Alan Kay, uno scienziato di Humarise, fugge con un'importante valigetta ma viene attaccato da un agente di Humarise, Beros, e si schianta con la sua auto nel bel mezzo dell'inseguimento di Izuku e Rody. Rody afferra accidentalmente la valigetta di Kay poco prima che Izuku lo catturi. Vengono presto attaccati dalla polizia, ma Izuku fugge con Rody usando Frusta Nera. Izuku viene pubblicamente accusato di omicidio di massa dal capo della polizia di Otheon, che è un membro di Humarise, e va fuori dalla rete per consiglio di Shoto. Izuku e Rody si dirigono verso il vicino paese di Klayd, dove la polizia di Otheon non avrà giurisdizione. Izuku invia un messaggio in codice sulla sua nuova destinazione a Shoto, che si dirige con Katsuki per raggiungerlo lì.
Quella notte, Rody ha nostalgia di casa e denuncia segretamente la valigetta alla polizia. Gli agenti che arrivano si rivelano essere agenti di Humarise, che lo aggrediscono. Dopo essere stato svegliato dal compagno uccello di Rody, Pino, Izuku lo salva, ma viene ferito da Beros durante il combattimento. Rody si scusa con Izuku mentre lo rattoppa, spiegando come suo padre abbia abbandonato la famiglia per unirsi a Humarise, e che lui e i suoi fratelli sono stati ostracizzati di conseguenza. I due vengono attaccati al confine di Klayd da Beros, ma vengono salvati da Katsuki e Shoto, mentre Beros si suicida per sfuggire alla cattura.
Più tardi, Izuku scopre uno scomparto nascosto nella valigetta contenente un puzzle con cui Rody giocava da bambino. Rody lo risolve e trova un dispositivo USB e un disco dati all'interno. Il disco contiene un messaggio di Kay, che rivela che lui e Eddie Soul, il padre di Rody, sono stati costretti da Humarise a creare le bombe Trigger; il dispositivo contiene un codice di uccisione per le bombe create da Kay e Eddie. Humarise annuncia che faranno esplodere le bombe rimanenti entro due ore, costringendo gli eroi schierati a schierarsi in difesa per trovarli e combattere i soldati di Humarise. Izuku e gli altri si dirigono al quartier generale di Humarise con il dispositivo su un aereo pilotato da Rody.
Katsuki e Shoto hanno a che fare con i cattivi di alto rango di Humarise, mentre Izuku affronta Flect Turn, il cui Quirk riflette tutto ciò che entra in contatto con lui. Izuku è sopraffatto dalle difese naturali di Flect Turn, così come dal suo fuoco di sbarramento laser. Rody arriva e apparentemente tradisce Izuku consegnando il dispositivo in cambio della sicurezza dei suoi fratelli. Grazie a Pino, che in realtà è il Quirk senziente di Rody che esprime i suoi veri sentimenti e intenzioni, Izuku si rende conto che si tratta di una finta e coglie Flect Turn alla sprovvista. Rendendosi conto che il Quirk di Flect Turn ha un limite alla quantità di danni che può subire, Izuku usa One For All al 100%, per sconfiggere Flect Turn con una raffica di attacchi.
Nel frattempo, Rody si dirige verso il sistema di controllo delle bombe a grilletto e, nonostante sia stato ferito dal sistema di difesa laser, lui e Pino riescono a malapena a inserire il dispositivo in tempo, impedendo alle bombe di attivarsi. In seguito, i membri sopravvissuti di Humarise vengono arrestati, mentre gli eroi vengono curati in ospedale. Mentre Izuku torna in Giappone, lui e Rody si salutano in lacrime. La Classe 1-A si riunisce di nuovo alla U.A., mentre Rody trova lavoro al bar locale, e persegue anche il suo sogno di diventare un pilota.

## Produzione
Il primo indizio alla produzione di un terzo film della saga è apparso nel novembre 2020, quando gli account Twitter di My Hero Academia hanno pubblicato usa serie di immagini che se combinate formavano la frase "HE WILL MEET THE THREE MUSKETEERS". Nel primo episodio della quinta stagione della serie televisiva, sono stati rivelati il titolo del film e la data della prima. È stato anche rivelato che il film sarebbe stato prodotto da Bones, con la regia di Kenji Nagasaki, le sceneggiature di Yōsuke Kuroda e il design dei personaggi di Yoshihiko Umakoshi.
Uno speciale manga di Kōhei Horikoshi, intitolato "My Hero Academia: World Heroes' Mission Vol. W Specialty Manga Booklet", è stato regalato al primo milione di persone che hanno visto il film nelle sale giapponesi. È stato poi regalato anche alle persone che hanno visionato il film nelle sale americane. Un adattamento inedito del film di Anri Takahashi è uscito lo stesso giorno dell'uscita nelle sale giapponesi.

## Distribuzione
My Hero Academia: World Heroes' Mission è stato presentato in anteprima in Giappone il 6 agosto 2021 ed è stato anche proiettato in 4D a partire dal 28 agosto. Il film è stato invece presentato in anteprima nordamericana all'Animation Is Film Festival al TCL Chinese Theatre di Los Angeles il 24 ottobre 2021.
In Australia, Nuova Zelanda e Sudafrica il film è uscito il 28 ottobre 2021, mentre negli Stati Uniti, in Canada, nel Regno Unito, in Irlanda e a Taiwan il giorno successivo.
In Italia il film è stato distribuito dalla Nexo Digital in collaborazione con Dynit dal 18 al 21 novembre 2021.

## Accoglienza

### Incassi
Fino al 20 novembre 2021 film ha incassato $ 29,3 milioni in Giappone e $ 11 milioni in altri territori, per un totale mondiale di $ 40,3 milioni.
Il film ha guadagnato 2,81 milioni di dollari nel giorno di apertura in Giappone, il 229,2% in più rispetto a My Hero Academia: Heroes Rising alla sua prima. Nel weekend di apertura, il film ha guadagnato $ 8,51 milioni, classificandosi secondo dietro Fast & Furious 9 - The Fast Saga. Il film ha raggiunto un miliardo di yen di incassi nel suo secondo fine settimana e ha incassato 2,07 miliardi di yen (18,82 milioni di dollari) nel suo terzo fine settimana, diventando il film con il maggior incasso del franchise. Si è classificato primo nel quarto weekend, quarto nel quinto weekend, e ancora primo nel sesto weekend. Il film ha raggiunto la soglia dei tre miliardi di yen nel suo settimo fine settimana, scendendo al sesto posto in classifica. È salito al quinto posto nel suo ottavo fine settimana con $ 398.500, ma è sceso all'ottavo nel suo nono fine settimana dopo aver guadagnato $ 288.600 ed è uscito dalla classifica nel suo decimo weekend di programmazione dopo aver guadagnato $ 228.300.
Al di fuori del Giappone, il film ha guadagnato 6,4 milioni di dollari nel suo weekend di apertura negli Stati Uniti e in Canada, piazzandosi quarto dietro No Time to Die. In Australia, il film ha incassato 169.268 dollari nel weekend di apertura, classificandosi quinto, mentre nel Regno Unito e in Irlanda ha incassato $ 293.000 in 260 cinema.
In Italia il film è stato proiettato solamente dal 18 al 21 novembre 2021, piazzandosi comunque al quarto posto nella classifica settimanale e registrando ottimi incassi: 339mila euro per un totale di 35.687 persone in sala.

### Critica
Se pur minore dei due lungometraggi precedenti, il film ha ricevuto recensioni positive da parte della critica. Sul sito Rotten Tomatoes ha una percentuale di gradimento dell'87% basato su 30 recensioni, il consenso critico cita: «Divertimento sia per i nuovi arrivati che per i fan esistenti, My Hero Academia: World Heroes' Mission è un divertente intermezzo tra le stagioni della serie».

## Sequel
Un quarto film anime, intitolato My Hero Academia: You're Next, è stato presentato in anteprima in Giappone il 2 agosto 2024. Tensai Okamura ha diretto il film, mentre Kuroda ha scritto la sceneggiatura, Umakoshi ha disegnato i personaggi e Horikoshi è il supervisore generale e il character designer originale.